# Aiouea talamancensis
Aiouea talamancensis là loài thực vật có hoa trong họ Nguyệt quế. Loài này được W.C.Burger miêu tả khoa học đầu tiên năm 1990.